# Jadammininae
Jadammininae es una subfamilia de foraminíferos bentónicos de la familia Trochamminidae, de la superfamilia Trochamminoidea, del suborden Trochamminina, y del orden Trochamminida. Su rango cronoestratigráfico abarca desde el Eoceno medio hasta la Actualidad.

## Discusión
Clasificaciones previas incluían Jadammininae en el suborden Textulariina del Orden Textulariida. Otras clasificaciones lo han incluido en el orden Lituolida.

## Clasificación
Jadammininae incluye a los siguientes géneros:
- Entzia
- Jadammina

Otros género asignado a Jadammininae y clasificado actualmente en otra familia es:
- Sepetibaella, ahora en la familia Adercotrymidae

Otros géneros considerados en Jadammininae son:
- Borovina, aceptado como Jadammina
- Trochamminisca, aceptado como Jadammina